# Cancellaphera
Cancellaphera là một chi ốc biển, là động vật thân mềm chân bụng sống ở biển trong họ Cancellariidae.

## Các loài
Các loài trong chi Cancellaphera gồm có:
- Cancellaphera amasia Iredale, 1930[2]